# Schizoptera
Schizoptera is een geslacht van wantsen uit de familie van de Miridae (Blindwantsen). Het geslacht werd voor het eerst wetenschappelijk beschreven door Franz Xaver Fieber in 1860.

## Soorten
Het genus bevat de volgende soorten:

- Schizoptera cicadina Fieber, 1860
- Schizoptera cubensis McAtee & Malloch, 1925
- Schizoptera dominicana Poinar, 2015
- Schizoptera hispaniolae Poinar, 2015
- Schizoptera peduncularis (Benth.) S. F. Blake
- Schizoptera similis McAtee & Malloch, 1925